# Station Bielsko-Biała Mikuszowice
Station Bielsko-Biała Mikuszowice is een spoorwegstation in de Poolse plaats Bielsko-Biała.